# Schaumweinglas

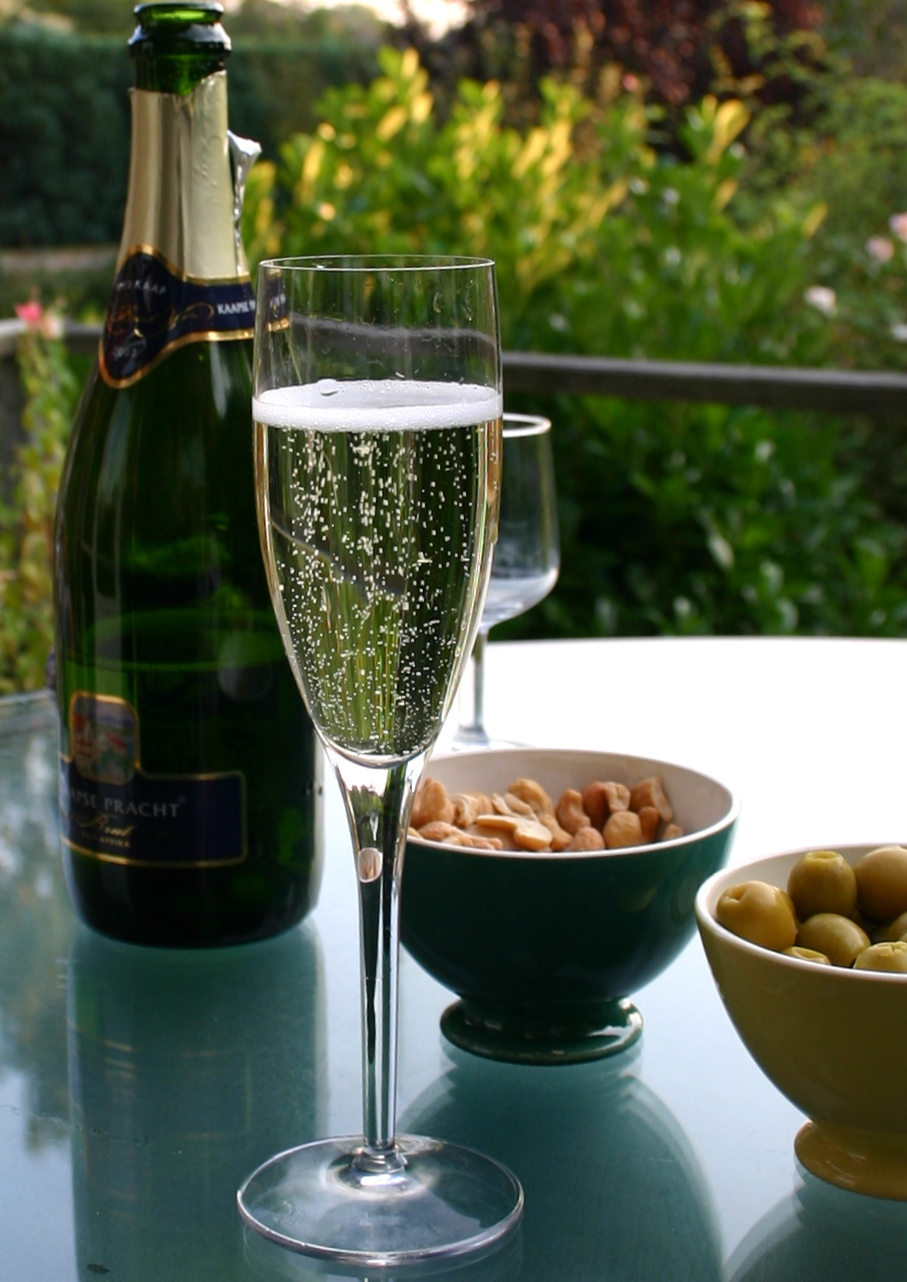
Sektglas in Tulpenform

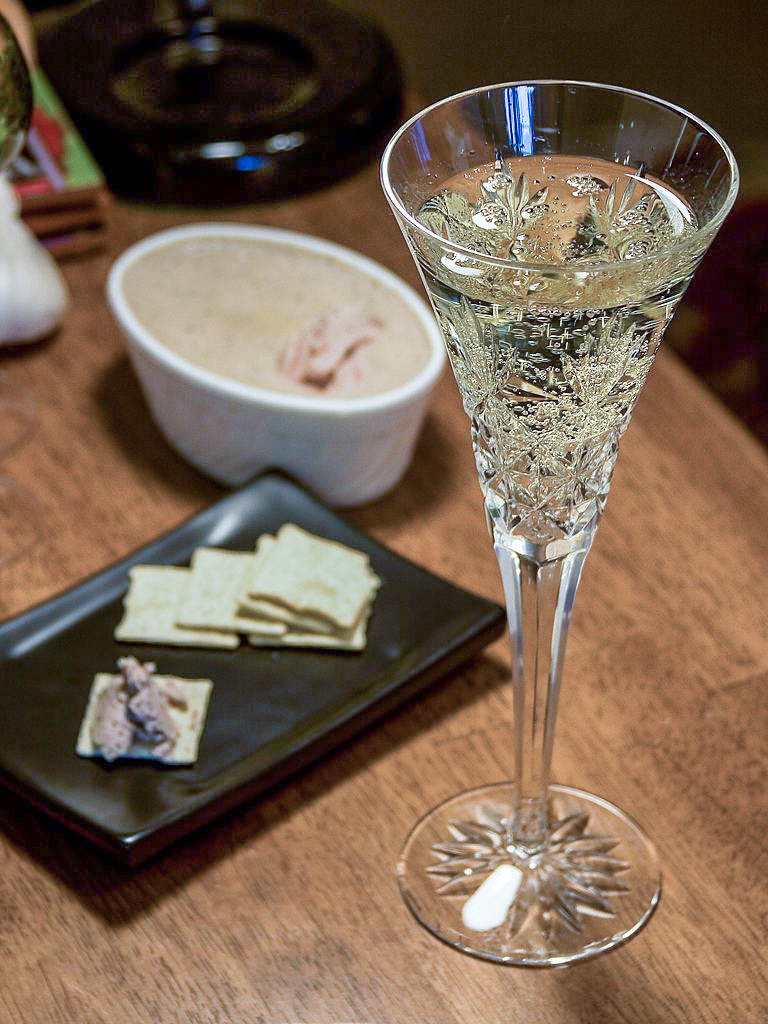
Sektglas in Flötenform

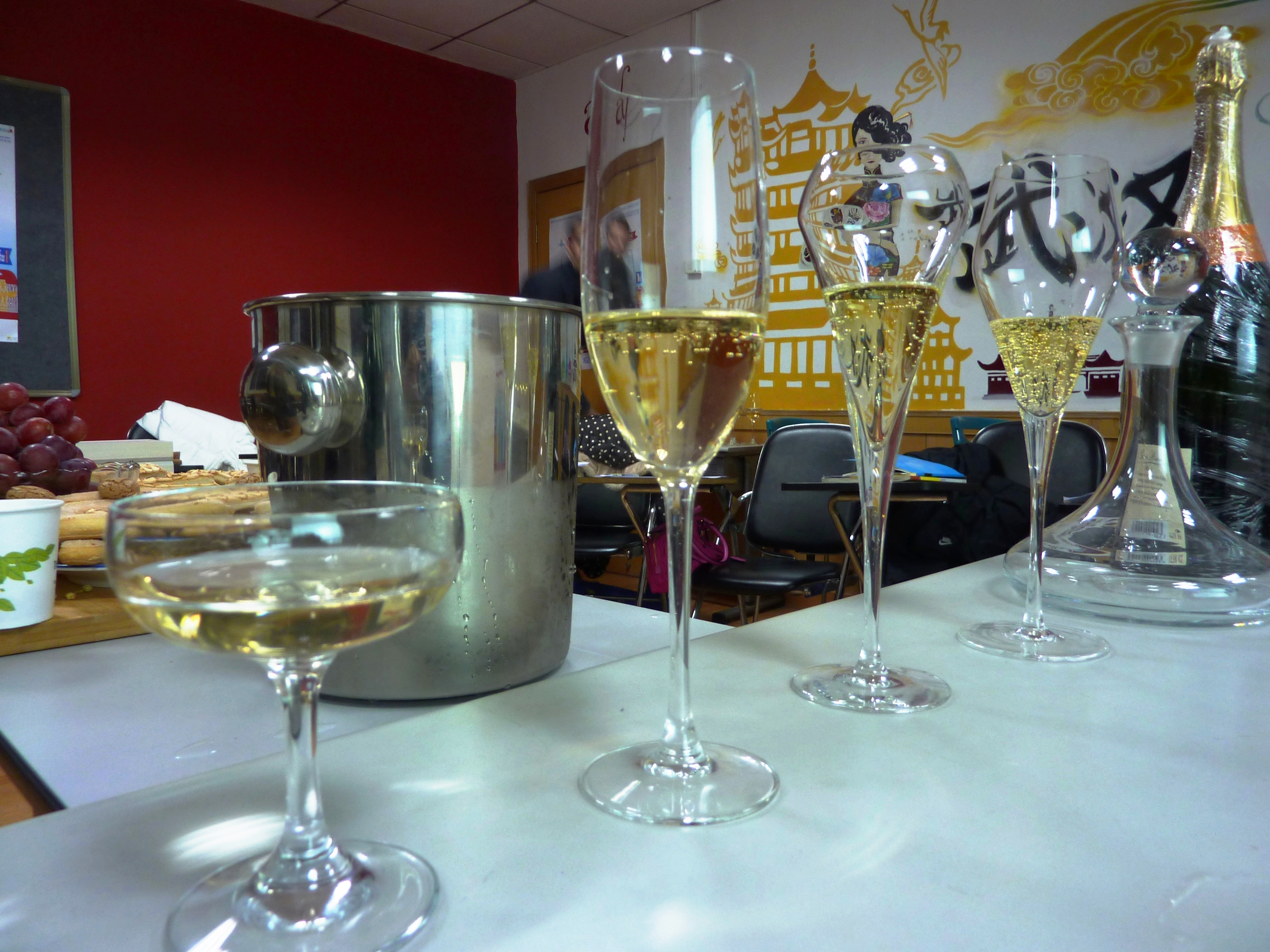
Flöten, Tulpen und Kelche

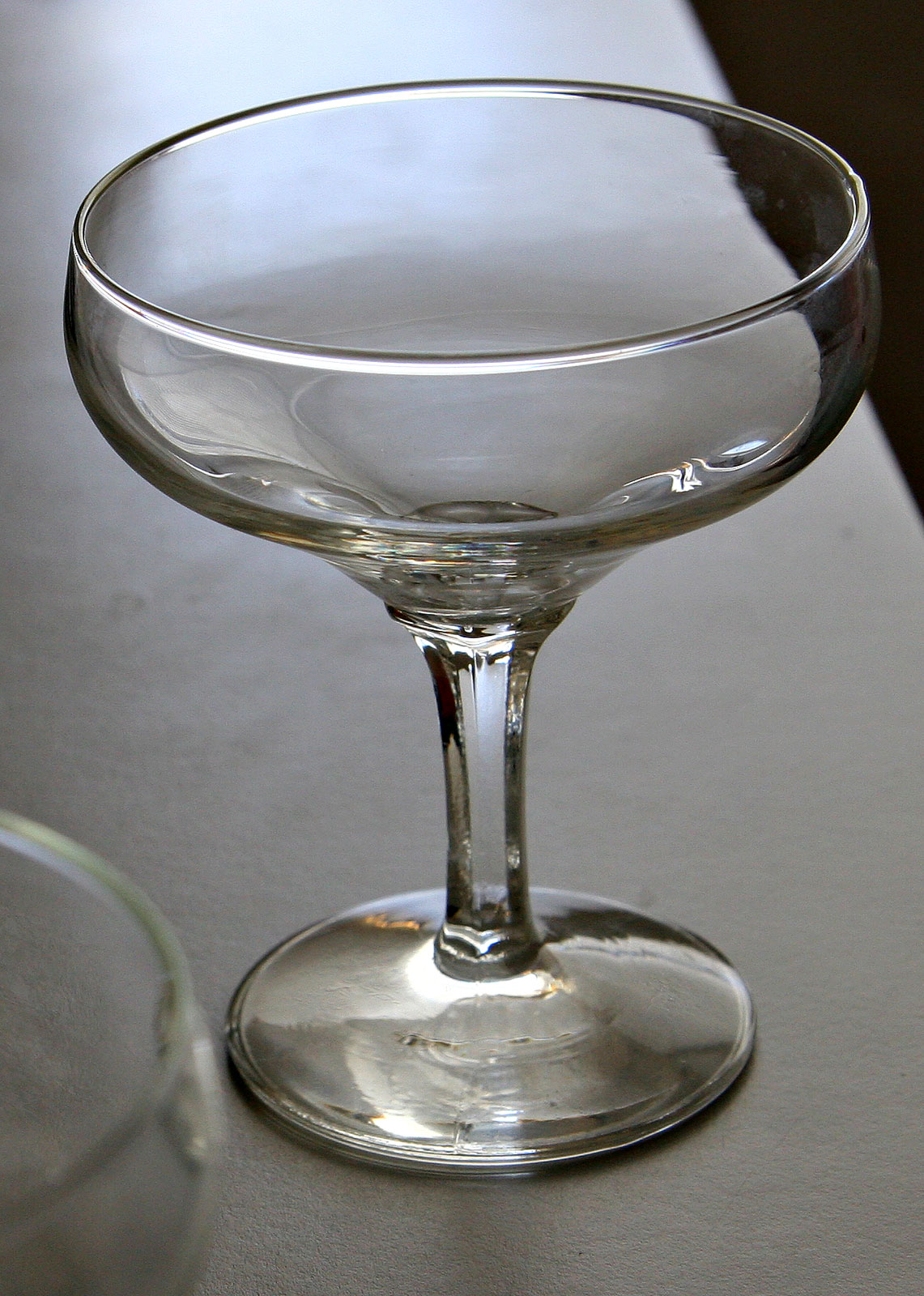
Schaumweinschale

Ein Schaumweinglas (auch Sektglas oder Champagnerglas) ist ein Trinkglas, das speziell für Schaumweine wie Sekt, Prosecco oder Champagner genutzt wird. Es gibt diese Gläser in verschiedenen Ausformungen, die in Flöten, Tulpen, Kelche und Schalen unterschieden werden.

## Schaumweintulpe
Unter einer Schaumweintulpe versteht man in der Regel ein hohes, nach unten konisch zulaufendes Schaumweinglas mit meist kurzem Stiel. Der Begriff spielt an die relativ hohe, schmale und damit an eine Tulpe erinnernde Form des Glases an. Üblicherweise fasst dieses Glas 15 Zentiliter. Gedacht ist es für Champagner, Sekt oder andere Schaumweine. In ihr werden auch mit Champagner zubereitete Cocktails und Aperitifs gereicht.

## Schaumweinflöte
Der Kelch der um 1800 in Frankreich aufgekommenen Schaumweinflöte ist hochgezogen und am Rand leicht ausgestülpt. Der lange Stiel der Schaumweinflöte soll verhindern, dass sich der Schaumwein durch die Berührung mit der Hand des Trinkenden erwärmt. Aus diesem Grund sollte man Schaumweinflöten wie Weißweingläser ausschließlich am Stiel oder sogar nur am Boden des Glases anheben. Vielfach werden auch andere Glasformen, zum Beispiel die Schaumweintulpe, ebenfalls als Flöte bezeichnet.

## Gemeinsamkeiten von Tulpe und Flöte
Durch die langgezogene Form und schmale Öffnung beider Glasformen kann sich zum einen die Kohlensäure nicht so schnell verflüchtigen; zum anderen kann man besonders gut das Moussieren des Champagners, ein Qualitätsmerkmal, betrachten. Die feinen Kohlensäureperlen entstehen an winzigen rauen Stellen im Glas, den sogenannten Moussierpunkten. Manche Glashersteller arbeiten diese Unebenheiten absichtlich in Schaumweingläser ein, gelegentlich werden sogar kleine Basalt-Steinchen in den Boden der Gläser eingeschmolzen.
Der Physiker Gérard Liger-Belair beschäftigte sich eingehend mit den physikalischen Effekten der Blasenentstehung in einem Champagnerglas durch mikroskopische Staubpartikel.
Derartige Flöten werden auch bei Spülmittel-Tests zur Untersuchung des Ablauf- und Trocknungsverhaltens an Gläsern eingesetzt.

## Schaumweinschale
Eine Schaumweinschale, auch Sekt- oder Champagnerschale, ist nicht schmal hochgezogen wie die Schaumweinflöte oder -tulpe. Sie bildet eine flache Schalenform mit einem schlanken Stiel. Die Form ist deutlich breiter als hoch. Schaumweinschalen waren in den 1960er und 1970er Jahren sehr beliebt.